# Тимчо Муцунський
Доктор Тимчо Муцунський (мак. Тимчо Муцунски; нар. 29 липня 1989, Берово) — македонський політик і міжнародний секретар ВМРО-ДПМНЕ.

## Біографія
Середню освіту отримав у Оттаві, Канада. Закінчив перший цикл юридичних досліджень та закінчив юридичний факультет «Юстиніан I» у червні 2009 року.
Після закінчення навчання записався в аспірантуру (правознавство другого циклу). Успішно захистив магістерську роботу 4 липня 2011 року та здобув ступінь магістра права. У 2019 році закінчив докторантуру (третій цикл досліджень з права) на юридичному факультеті «Юстиніан I».
Рішенням юридичного факультету «Юстиніан I» доктор Тимчо Муцунський вперше обраний демонстратором у 2009 році. Рішенням викладацької та наукової ради юридичного факультету «Юстиніан I» у 2015 році обрано магістра Тимчо Муцунського зі званням асистента — доктора наук. У 2019 році його обрали доцентом римського права.
Тимчо Муцунський має великий науковий та прикладний досвід у галузі права. Він є співавтором двох основних університетських підручників, виданих юридичним факультетом «Юстиніан I», університетом «Св. Кирило і Мефодій»: Корпоративне управління (2014) та Право на ігровий випадок (2013). Одночасно є співавтором 20 наукових та експертних праць у галузі права, опублікованих у міжнародних наукових журналах. Як дослідник відвідав багато закордонних університетів і чотири рази був викладачем пленарної колегії на міжнародних конференціях, організованих Інститутом Гаррімана при Колумбійському університеті в Нью-Йорку, США. Брав участь у ряді міжнародних наукових проектів у співпраці з відомими зарубіжними університетами, а також державними установами країн-членів ЄС.
З 2015—2017 рр. Тимчо Муцунський є заступником міністра інформаційного суспільства та адміністрації в уряді Республіки Македонія . З 2018 року його обирають міжнародним секретарем ВМРО-ДПМНЕ .